# Кагенек, Август фон
Август фон Кагенек (нем. August von Kageneck; 31 августа 1922, Лизер, Бернкастель-Витлих — 13 декабря 2004, Любек, Шлезвиг-Гольштейн) — немецкий журналист и писатель. В годы Второй мировой войны служил в офицером в танковых войсках Вермахта. Автор мемуаров о своём участии в войне. Многолетний корреспондент немецкой газеты Die Welt во Франции.

## Биография

### Ранние годы
Происходил из дворянской семьи из Эльзаса. Родился в замке в Лизере в семье немца и итальянки. Отец, Карл фон Кагенек, в годы Первой мировой войны служил генерал-майором. Являлся военным атташе в Вене и адъютантом кайзера Германии Вильгельма II. По словам Августа, его отец был близким другом эрцгерцога австрийского Франца Фердинанда и нацистского политика Франца фон Папена.
В детстве пережил оккупацию Рейнской области французской армией. После её окончания он в 1934 году вступил в Гитлерюгенд. Поскольку он происходил из семьи католиков, то получил иезуитское образование. Следуя по пути своего отца и трех из четырёх своих братьев, он в апреле 1939 года решил поступить на службу в Вермахт.

### Офицер Вермахта
В армию он поступил в чине фанен-юнкера в 17-й кавалерийский полк в Бамберге (Бавария), который после французской кампании был преобразован в танковый полк. В Бамберге Кагенек познакомился с Клаусом фон Штауффенбергом. Обучение военной науке он окончил в звании лейтенанта. В начале Второй мировой войны его полк не принимал участия в военных действиях, однако по их окончании он был перебазирован во Францию.
С началом нападения Германии на СССР, Кагенек 23 июня 1941 года в 19-летнем возрасте вторгся во главе взвода броневиков разведывательного батальона 9-й танковой дивизии в составе 9-й армии группы армий «Центр». Участвовал в окружении Киева и боях за Москву. Во время летней кампании 1942 года немецких войск Август 25 июля 1942 года был ранен в результате атаки Т-34. За участие в кампании он получил Железный крест 2-го класса за взятие Тернополя, а позднее получил крест 1-го класса. В ходе операции по взятию Тернополя он узнал о массовых убийствах, совершенных войсками СС, и в частности дивизией СС «Викинг». В марте 1942 года Кагенек вместе с тремя миллионами немецких солдат получил медаль «За зимнюю кампанию на Востоке 1941/42» .
Оправившись от ран, он до конца 1944 года служил инструктором в бронетанковой школе Крампниц (недалеко от Потсдама). 20 июля того же года Кагенеку было поручено провести по местонахождению операцию «Валькирия». Кагенеку было приказано нейтрализовать представителей ряд членов НСДАП и арестовать крейсляйтера (районный лидер) Брно. После Арденской операции и осады Бастони в декабре 1944 года он возобновил службу в разведывательном батальоне Танковой учебной дивизии. В ходе одного из боёв был ранен командир батальона, после чего командование батальонов принял Кагенек. В этом качестве участвовал в боях с американцами, в частности под Ремагеном, но попал в плен в районе Рура.
Двое из четырёх его братьев, служивших в Вермахте были убиты во время войны — один из них в Ливии, а другой — в битве под Москвой.

### Послевоенная деятельность
По окончании войны Август фон Кагенек жил в Виттлихе, но работал в Люксембурге у крестьянина. Для посещения работы ему приходилось нелегально пересекать границу. В ходе одного из таких перемещений он был арестован французскими войсками и приговорён к 20 суткам заключения.
В 1955 году он переехал во Францию, где работал корреспондентом немецкой газеты Die Welt, в которой проработал почти 16 лет. Там он женился на француженке, от которой у него в 1960 году родилось двое сыновей.
Некоторое время он возглавлял Ассоциацию иностранной прессы в Париже.
Август фон Кагенек занимался вопросом примирения Франции и Германии, основанного на признании немецких преступлений и признании вины. В связи с этим ещё в 1948 году он принял участие в европейском молодёжном марше в Страсбурге.

## Писательская деятельность
Во Франции Кагенек опубликовал ряд произведений, рассказывающих о собственном военном опыте. Среди его книг — «Танковый лейтенант» и «Экзамен совести или Война на Востоке». Кроме того он издал книгу «От Железного креста до виселицы» — биографию немецкого офицера, изначально поддерживающего войну, но который после ранения в Африке начинает сомневаться в своих действиях, что приводит его к смертной казни за участие в попытке свержения Гитлера в июле 1944 года.
Историю своего брата Эрбо фон Кагенека, пилота Люфтваффе, он описал в книге «Эрбо — летчик-истребитель». Кроме того, Август фон Кагенек издал книгу «Наша история 1922—1945» вместе с членом французского сопротивления Эли де Сен-Марком.
Свидетельства Августа фон Кагенека использовались во французском телевизионном документальном сериале «Апокалипсис: Вторая мировая война».

## Награды
- Железный крест 2-го класса
- Железный крест 1-го класса
- Медаль «За зимнюю кампанию на Востоке 1941/42»